# Eileen Truax
Eileen Truax   (Ciutat de Mèxic, 1970) és una periodista mexicana especialitzada en migracions i política.

## Trajectòria
Va néixer a Ciutat de Mèxic, on va obtenir una Llicenciatura en Comunicació Social i un Màster en Comunicació i Política (Summa Cum Laude) per la Universitat Autònoma Metropolitana. Un cop acabats els estudis, va treballar durant deu anys com a reportera política i corresponsal al Congrés. El 2004 es va traslladar a Los Angeles. Durant 7 anys va treballar a La Opinión, el diari en castellà més gran dels EUA. El seu treball sobre la immigració s'ha publicat a diversos mitjans dels EUA, Amèrica Llatina i Espanya, com ara The Washington Post, Vice, El Universal, Americas Quarterly, The New York Times, Newsweek, la revista Gatopardo i la revista 5W, entre d'altres. Ha cobert quatre eleccions presidencials als EUA i ha publicat tres llibres: Dreamers: an Immigrant Generation's Fight for their American Dream (Beacon Press 2015); We Built the Wall. How the US keeps out asylum seekers from Mexico, Central America and Beyond (Verso 2018), i How does it feel to be unwanted. Stories of resistance and resilience from Mexicans living in the United States (Beacon Press 2018). Tots ells també s'han publicat en castellà. Altres escrits seus s'han publicat en vuit llibres més.
Ha sigut Knight-Wallace Fellow a la Universitat de Michigan (2019-2020) i ha rebut beques del Centre Internacional de Periodistes (ICFJ); el Centre Carter, i la Fundació Iberamericana per al Nou Periodisme (FNPI), entre d'altres. Ha estat membre de la junta de l'Associació Nacional de Periodistes Hispànics (NAHJ). La seva tasca ha estat reconeguda amb el Premi Desalambre de Periodisme de Drets Humans; el Premi José Martí de l'Associació Nacional de Publicacions Hispàniques (NAHP); el premi Keith P. Sanders al servei excepcional de la Universitat Estatal de Califòrnia Northridge (CSUN) i el premi Media Woman of the Year de l'Assemblea de Califòrnia.
Eileen imparteix cursos i tallers per a diverses universitats i ONG d'Amèrica i Europa, i és professora del Màster en Periodisme Literari, Comunicació i Humanitats de la Universitat Autònoma de Barcelona. Viu a Barcelona.

## Obra
- Dreamers: an Immigrant Generation's Fight for their American Dream (Beacon Press 2015)[6]
- We Built the Wall. How the US keeps out asylum seekers from Mexico, Central America and Beyond (Verso 2018)
- How does it feel to be unwanted. Stories of resistance and resilience from Mexicans living in the United States (Beacon Press 2018).